# Hultasjön, Skåne
Hultasjön är en sjö i Örkelljunga kommun i Skåne och ingår i Stensåns huvudavrinningsområde. Sjön är 4 meter djup, har en yta på 0,189 kvadratkilometer och är belägen 99 meter över havet.

## Delavrinningsområde
Hultasjön ingår i det delavrinningsområde (624788-135081) som SMHI kallar för Utloppet av Hultasjön. Medelhöjden är 117 meter över havet och ytan är 6,42 kvadratkilometer. Det finns inga avrinningsområden uppströms utan avrinningsområdet är högsta punkten. Vattendraget som avvattnar avrinningsområdet har biflödesordning 2, vilket innebär att vattnet flödar genom totalt 2 vattendrag innan det når havet efter 42 kilometer. Avrinningsområdet består mestadels av skog (68 procent), öppen mark (12 procent) och jordbruk (16 procent). Avrinningsområdet har 0,19 kvadratkilometer vattenytor vilket ger det en sjöprocent på 2,9 procent.